# Viver
Viver è un comune spagnolo di 1 700 abitanti situato nella comunità autonoma Valenciana.